# Azucarera Trianón
La Azucarera Trianón (en francés: Sucrerie Trianon) o casa de Roussel-Trianón es un conjunto de edificios agrícolas en Grand-Bourg en la isla de Marie-Galante en el departamento de Guadalupe una dependencia de Francia en el Mar Caribe. Fundada en 1669 , la finca fue modernizada en la mitad del siglo XIX, para la explotación de azúcar industrial. Está clasificada como monumento histórico desde 1981.
La casa rural estuvo operando una fábrica azúcar moderna entre 1850 y 1874 en la costa suroeste de Marie Galante en el momento del desarrollo industrial del cultivo de la caña de azúcar en la isla. Está construida de piedra caliza y ladrillos, lo cual es raro en Guadalupe. La fábrica cerró en 1874 con la crisis del azúcar antillano del período 1870-1885.